# Gargara tonkini
Gargara tonkini är en insektsart som beskrevs av William D. Funkhouser 1942. Gargara tonkini ingår i släktet Gargara och familjen hornstritar. Inga underarter finns listade i Catalogue of Life.